# Belle D'Opium
Belle D'Opium è un profumo femminile della casa di moda Yves Saint Laurent Beauté.